# 澤村直哉
澤村 直哉（さわむら なおや）は、日本の神経科学者。早稲田大学ナノ・ライフ創新研究機構研究院教授。

## 略歴
- 1989年　城西大学付属川越高等学校卒業
- 1994年　東京理科大学理工学部応用生物科学科卒業
- 1996年　筑波大学大学院医科学研究科修士課程修了
- 2000年　東京大学大学院医学系研究科脳神経医学専攻博士課程修了、博士（医学）の学位を取得
- 2000年　長寿科学振興財団リサーチレジデント（国立長寿医療研究センター 痴呆疾患研究部）
- 2001年　科学技術振興事業団 科学技術特別研究員（同上）
- 2002年　日本学術振興会科学技術特別研究員（同上）
- 2003年　日本学術振興会海外特別研究員（ジョンズ・ホプキンズ大学医学部精神医学部門）
- 2006年　早稲田大学先端科学・健康医療融合研究機構分子医療ドメイン講師
- 2008年　早稲田大学先端科学・健康医療融合研究機構分子医療ドメイン准教授
- 2009年　早稲田大学理工学術院先進理工学研究科研究院准教授
- 2013年　早稲田大学理工学術院先進理工学研究科准教授[2]
- 2015年　早稲田大学付置研究所准教授
- 2016年　早稲田大学ナノ・ライフ創新研究機構研究院准教授
- 2018年　サリドマイドの脳梗塞に対する薬効メカニズムを解明[3]
- 2018年　早稲田大学ナノ・ライフ創新研究機構研究院教授

## 主な所属学会
- 日本神経化学会
- 北米神経科学会
- Society for Neuroscienceなど

## 主な受賞
- 2005年 National Alliance for Research on Schizophrenia & Depression (NARSAD), Young Investigator Award
- 2007年 上原記念生命科学財団研究奨励金　尾崎美和子との共同研究

## 主な著書
- 『KEYWORD 精神第４版』先端医学社、2007年。尾崎美和子との共著
- 『生命科学概論』朝倉書店、2012年。
- 澤村直哉，朝日透らによる光刺激によるミトコンドリア機能調節の仕事は、オリジナルには尾崎美和子らのグループが手がけた仕事